# Rhamnus coriophylla
Rhamnus coriophylla là một loài thực vật có hoa trong họ Táo. Loài này được Hand.-Mazz. miêu tả khoa học đầu tiên năm 1933.